# Dissay
Dissay es una población y comuna francesa, situada en la región de Poitou-Charentes, departamento de Vienne, en el distrito de Poitiers y cantón de Saint-Georges-lès-Baillargeaux.

## Demografía
| 1298 | 1436 | 1745 | 2464 | 2498 | 2634 |
| Para los censos de 1962 a 1999 la población legal corresponde a la población sin duplicidades (Fuente: INSEE [Consultar]) |      |      |      |      |      |